# Święty Marek ratujący Saracena
Święty Marek ratujący Saracena (wł. San Marco salva un saraceno) – obraz włoskiego malarza Jacopa Tintoretta.
Jeden z trzech obrazów składających się na cykl stworzony dla bractwa świeckiego Scuola di San Marco w Wenecji. Pozostałymi dziełami były Przeniesienie ciała św. Marka i Odnalezienie ciała św. Marka. Obrazy były darem Tommasa Rangone, weneckiego lekarza i filozofa, gwardiana Scuoli, który w 1562 roku sam zaproponował bractwu, iż ufunduje dekoracje kapitularza Scuoli San Marco obrazami z życia patrona Wenecji, św. Marka. Prace zostały zlecone Tintorettowi. W 1807 roku bractwo zostało zlikwidowane, a dwa płótna wysłano do Wiednia, następnie do Gallerii dell’Academii, trzecie Odnalezienie ciała św. Marka w 1811 roku trafiło do Pinakoteki Brera.
Obraz przedstawia scenę po odnalezieniu i wykradzeniu ciała św. Marka. Kupcy weneccy musieli przetransportować zwłoki do Wenecji. Podczas rejsu rozpętał się sztorm, który zatopił statek. Jeden z marynarzy, Saracen zaczął tonąć i wezwał patrona Wenecji o pomoc. Ten pojawił się nad nim i w cudowny sposób uratował go w nagrodę za nawrócenie, a następnie umieścił w łodzi ratunkowej wraz z kupcami. Jednym z kupców (widoczny na środku obrazu w złotej szacie) był fundator obrazu Tommaso Rangone, który sam również sięga po innego rozbitka.
Tintoretto malując ciemne chmury i ciemne wzburzone morze, akcentując fragmenty obrazu kontrastowymi efektami światłocieniowymi, nadał scenie dramatyzmu i dynamiki akcji. Z lewej strony widoczny jest tonący statek, na którym rozgrywa się podobna scena ratowania tonącego rozbitka.